# Coolpaintr VR
Coolpaintr VR es un videojuego desarrollado por Wildbit Studios y distribuido por Sngular, para la consola de videojuegos PlayStation 4. El juego fue desarrollado específicamente para la realidad virtual de la PlayStation VR. 
El videojuego fue anunciado por PlayStation en noviembre de 2017 dentro de su programa PlayStation Talents. El lanzamiento se produjo el 9 de mayo de 2018.
Se trata de una herramienta de creatividad que permite diseñar en un lienzo en 3D en realidad virtual, utilizando diferentes pinceles y herramientas virtuales de dibujo.
El su versión 1.03, publicada el 28 de diciembre de 2018 se incluyeron un gran número de novedades y herramientas adicionales, que ofrecen posibilidades como poder pintar los trazos de colores o el moldeado de estos con distintas formas. También se añadió la posibilidad de dibujar líneas rectas o forma geométricas para poder mejorar los dibujos. Otro de los añadidos incluye la posibilidad de exportar las creaciones al formato STL compatible con diseño asistido.
El 1 de julio de 2019 se publicó un DLC adicional que incluye un motor de vóxeles y funcionalidades extra para impresión 3D